# Remera (Kigali)
 (août 2025).
Remera est l'un  des 15 secteurs du district de Gasabo dans la capitale Kigali au Rwanda.

## Géographie
Remera couvre une superficie de 7,3 km² et se situe à une altitude d'environ 1 450 mètres,. Secteur Remera est divisé en quatre cellules : Rukiri I, Rukiri II, Nyabisindu et Nyarutarama. Les secteurs voisins sont Kinyinya au nord, Kimironko à l'est, Niboye au sud, Kicukiro au sud-ouest, Kimihurura à l'ouest et Kacyiru au nord-ouest,,.

## Démographie
Selon le recensement  de 2022, la population était de 38 648 habitants. Dix ans auparavant, elle était de 43 279, ce qui correspond à une diminution annuelle de la population de 1,1 % entre 2012 et 2022,.

## Culture
La partie Rukiri II du secteur, qui comprend le Stade Amahoro et la BK Arena, abrite les plus grandes installations sportives de Kigali,,.